# ヴォ・チョン・ギア
ヴォ・チョン・ギア（Võ Trọng Nghĩa、1976年 - ） は、ベトナムの建築家。

## 人物・経歴
ベトナム社会主義共和国クアンビン省生まれ。1996年から日本政府奨学金を得て日本に留学し、石川工業高等専門学校を経て、2002年名古屋工業大学工学部社会開発工学科卒業。2004年東京大学大学院工学系研究科社会基盤学専攻修士課程修了。2005年東京大学総長賞受賞。2006年、ホーチミン市にヴォ・チョン・ギア・アーキテクツを開設。2010年合弁会社ウィンド・アンド・ウォーター・ハウス設立。2015年シンガポール工科デザイン大学客員教授。2022年博士（建築学）（早稲田大学）。

## 関連人物
- 丹羽隆志 - 石川工業高等専門学校の同窓生で寮の友人[5]、のちにヴォ・チョン・ギア・アーキテクツにパートナーとして参画